# 东林党
东林党是明朝末年以清議文官为主，各省仕林相依附而成的一个有政治抱負的士大夫集團。雏形是顧憲成創立的東林書院，「東林」二字取自宋儒楊中立主講的东林书院，是為東林黨之先聲。

## 雏形
萬曆年間的中國面臨十五世紀後半葉日益加劇的社會危機，如農民起義和新興市民反封建鬥爭。在這環境下當顧憲成、高攀龍等一批進言而被貶的清流官吏回鄉時，他們并未消極隱居而是志於世道，又重建東林書院，并組織一部份在朝、在野的地主士紳及其知識分子批評時政，追求改革，對於當代官僚與政治良窳始終寄以深切關注。

## 學問
万历三十二年（1604年）以顾宪成与高攀龙为首的学者重修宋儒楊中立主講的东林书院，並在此讲学，學問調和了陽明學與朱子學，主要是陽明學的守舊派，甚至是偏朱子學，每年一大会，每月一小会，会期各3天。顧憲成認為當時王学末流中掀起的一股空谈心性而不务实学之风，故而在《東林書院院規》中，明確地提出了「以性善為宗」的人性論，以針對著王陽明的「無善無惡是心之體」說法，並提出了「官輦轂，志不在君父，官封疆，志不在民生，居水邊林下，志不在世道，君子無取焉」等鼓勵士人做實事、去虛談的言論。而另一創辦人的高攀龍面對當時國危民艱的環境，則產生了「現實」、「實事」的積極思想，把注意力從「至善」的道德原則轉向了「治國平天下」 的「有用之學」，提出如「學問通不得百姓日用，便不是學問」等進步思想。
东林书院则成为江南谈论国事的舆论中心，在此谈论国事的人则称自己为东林党人。《明史紀事本末》云：「今日之爭，始於門戶，門戶始於東林，東林始於顧憲成」。东林党聚集了在朝在野的各种势力，于讲学之余“讽议朝政，裁量人物”。以顧憲成為首的東林黨人，抱持著帝王的「一家之公」，不可侵擾「天下之公」的思想，又主張「知輔行主」、「崇實黜虛」，提出了一些有利於國家改革時政的建議，例如加強軍權“京案”“行取”考察官員，澄清吏治，限制閣權，政歸六部，停止礦稅的掠奪等。 

## 起伏

### 黨事初現
萬曆初年，權臣張居正主政時內閣大權獨攬，即使後來人亡政息後權力逐漸歸還六部，閣部之間也始終存在著事權之爭，而東林黨人則一直支持還政六部。萬曆二十一年，東林黨人首次能參與癸巳京察大計之中，他們按照自己的用人標準罷免了一些內閣中的大臣子弟，導致執政的內閣輔臣們十分難堪。事後，言官彈劾吏部稽勳司員外郎虞淳熙，吏部為之解釋，結果引來萬曆皇帝震怒，把趙南星降三級調外，而吏部尚書孫鑨、吏部右侍郎趙用賢等被逼致仕，訟冤的東林黨人們也先後被降黜。東林黨因而誤會是執政的內閣王錫爵等人從中作梗，從此朝野關係更為緊張。其後黨論鼎沸，東林黨人陷入與齊楚浙黨的鬥爭之中，並因劇烈反對礦稅和國本之爭而受到萬曆皇帝的敵視，雖然曾經有比較親近東林的葉向高等輔臣主政，但東林仍然逐漸失勢；謝國楨於《明清之際黨社運動考》一書中，定義萬曆20--30年（1592-1602）為東林當政時期，萬曆30--45年（1602-1617）是兩派互持時期，萬曆45年後（1617）則是「三黨」專政時期。

### 極盛而衰
東林黨透過晚明三大案獲得強大的政治資本，最終諸人成功排斥浙黨的內閣首輔方從哲，明熹宗亦有感東林黨人有從龍之功，故對他們大加提拔起用任用，如趙南星、高攀龍、鄒元標等東林領袖一時起用於朝，又召回葉向高等先朝老臣擔任內閣首輔，當其時朝廷重要職務多由東林黨人擔任，齊楚浙黨的黨羽都被貶斥，時人謂「眾正盈朝」。然而，东林党人與當權的太監魏忠賢矛盾加劇，又過於好同惡異而逼使三黨投靠魏忠賢，因而當東林內「擊內派」的楊漣、左光斗在天启四年（1626年）向魏忠賢發起政治總攻卻失敗時，被長期排斥的三黨人士與魏忠賢組成閹黨，並借熊廷弼、汪文言兩案向東林反攻倒算。天启五年（1625年），明熹宗下诏，烧毁全国书院，东林书院被毁。东林党人也遭到打击，杨涟、左光斗等東林六君子遭到杀害或被迫自盡。天启六年（1626年）高攀龍、周起元、黃尊素等東林七君子亦遭到杀害或被迫自盡。

### 回光返照
天启七年（1627年），崇祯帝即位，崇祯有鑑於天啟年間魏忠賢閹黨的惡政，在剷除魏忠賢的羽翼崔呈秀之後逼殺魏忠賢，貶斥了大量閹黨官僚，並召回了先朝大學士韓爌擔任內閣首輔，提拔了李標、錢龍錫等進入內閣，又任用了劉宗周、王洽、曹于汴、何如寵、喬允升等有東林黨背景的官員擔任朝廷主要職位；儘管崇祯帝又任用了反對東林的王永光擔任吏部尚書要職，以掣肘東林黨人，但整體上東林黨人成功在崇祯初年復興並執掌朝政。然而，好景不常，在崇祯元年(1628年)的內閣會推中，錢謙益意外被溫體仁彈劾罷官，申救的東林黨人們也因崇祯帝猜疑而大量被罷官降職；其後東林內閣和有東林背景的高官更由於在己巳之變中應對不力，故而在崇禎三年後陸續倒台。此後，崇禎年間朝政主要由周延儒、溫體仁、薛國觀、楊嗣昌等人主政。直至崇禎十四年（1641年），周延儒借助復社力量第二次復相後，李邦華、范景文、倪元璐、張國維、徐石麒等人才被重新起用要職，儘管當時局勢已經廢壞至極，難以振救，而崇禎帝仍然對東林諸人半信半疑，任用與東林不和的陳演等人擔任內閣輔臣，不久後又罷免劉宗周、徐石麒等人。

### 落日餘暉
甲申之變後，部份東林黨人如馬世奇、倪元璐、李邦華、邵宗元等殉國成仁，而其餘的東林黨人在南明弘光朝再次復興，如史可法、姜曰廣、徐石麒等東林人士都被重用，但隨則小朝廷又陷入東林黨人與馬士英、阮大鋮的鬥爭中，馬士英甚至說出「若輩東林，猶藉口防江，欲縱左逆入犯耶？北兵至，猶可議款。左逆至，則若輩高官，我君臣獨死耳！」，弘光政權自此維持內亂無法統一抗敵，直至清兵攻克揚州殺死史可法，又渡過長江攻佔南京為止。
明末清初之際，部分東林黨人如項煜、周鍾、時敏等投靠李自成、也有黨人如陳名夏、房可壮、錢謙益、惠世扬等入仕清朝，其中錢、惠二人俱先降而後反清。其餘黨人如史可法、張國維、瞿式耜、曾櫻、姜曰廣、解學龍、陈子壮、鹿善继、吴钟峦、劉宗周、张肯堂、陳潛夫等或殉國成仁、或積極參與抗清活動，也有就此銷聲匿跡潛入地下抗清活動，如方以智等。

## 东林党人
早期東林黨有三大首領，號稱「東林三君」，即顧憲成、趙南星、鄒元標，其餘的早期成員有薛敷教、葉茂才等東林八君子。後來又有所謂東林七君子、東林六君子等人物。謝國楨在《明清之際黨社運動考》中指出，世人常誤會東林黨人和晚明西學東漸有關係，其實他們只是與為首的徐光啟、李之藻等互相欣賞同情。而從東林黨成員背景經歷分析來說，據林麗月《明末東林運動新探》的省籍分佈表約27.8%東林人士出自南直隸，而其餘則遍佈各省；而相當部份的早中期東林黨人都有地方幹練官員出身的背景，並且均以政績優秀聞名於時，如陳幼學、楊漣、袁化中等人。
| - 顧憲成 - 顧允成 - 高攀龙 - 鄒元標 - 赵南星 - 李三才 - 安希范 - 劉宗周 - 劉一燝 - 薛敷教 - 錢一本 - 史孟麟 - 叶茂才 - 杨涟 - 馮從吾 - 公鼐 - 于孔兼 - 韓爌 - 方震孺 - 孫慎行 - 孫承宗 - 陳幼學 - 馬世奇 - 文震孟 - 倪元璐 | - 周起元 - 周顺昌 - 周宗建 - 缪昌期 - 左光斗 - 黄尊素 - 魏大中 - 袁化中 - 顧大章 - 李应升 - 李邦華 - 盧象昇 - 曾櫻 - 張國維 - 史可法 - 喬允升 - 徐石麒 - 瞿式耜 - 華允誠 - 陳潛夫 - 許文岐 - 錢謙益 - 王燾 - 邵宗元 - 沈雲祚 |

## 研究書目
- 小野和子著，李慶等譯：《明季黨社考》（上海：上海古籍出版社，2006）。
- 陈永福：〈从“癸巳大计”看明末东林党与内阁之对立（页面存档备份，存于）〉。
- 林麗月. . 《國立臺灣師範大學歷史學報》第九期. 1986年5月. （原始内容存档于2021）.
- 喻蓉蓉.  (PDF). 2007年10月. （原始内容存档 (PDF)于2021）.

1. ↑  《東林列傳》（總録之屬提要)：「萬厯間，無錫顧憲成與髙攀龍重修宋楊時東林書院，講學其中，欲以主持清議為己任，一時聲氣蔓延，趨附者幾遍天下...」
2. ↑  《明代研究》 (第十一期) 評小野和子《明季党社考：東林党と復社》
3. ↑  《中國通史》(第九卷中古時代‧明時期 > 乙編綜述 > 第十一章明朝的學術思想)
4. ↑  喻蓉蓉《熊廷弼與東林以南直隸提學御史任內杖殺諸生芮永縉事件為例》:「東林早期領袖是明末「清流」士大夫的基本特質，擁護傳統的儒家原則，並根據這些原則以批判人物、檢討問題，而「裁量人物」正是東林「抱道忤時」的共同關切，故而東林雖以講學為名，卻特別重視「救世」。這種不願離群孤立的講學宗旨，正是儒家「內聖」而「外王」的一貫理想，對於人才進退與政策之得失非常重視，時有主張，發為「清議」。東林中人或為現任官員，或為退職士大夫，對於當代官僚與政治良窳始終寄以深切關注。由於東林派提倡救世，關心世道，故東林之士莫不以投身政治為其施展知識分子抱負的第一途徑。他們認為士人良莠混雜，而人臣之賢與不肖關係著社稷安危甚鉅，因此為政者遴選官員不可不慎。東林特別重視士大夫中「君子」與「小人」之辨，務期「眾正盈朝」，「邪佞盡退」，以挽救明末腐敗的政治風氣。」
5. ↑  《小心齋札期》卷四
6. ↑  《明史列傳第一百十九》:「憲成姿性絕人，幼即有志聖學。暨削籍裡居，益覃精研究，力闢王守仁「無善無噁心之體」之說」
7. ↑  《明史列傳第一百十九》:「憲成嘗曰：「官輦轂，志不在君父，官封疆，志不在民生，居水邊林下，志不在世道，君子無取焉 。」故其講習之馀，往往諷議朝政，裁量人物。 朝士慕其風者，多遙相應和。 由是東林名大著，而忌者亦多。 ”
8. ↑  《高子遺書》卷四
9. ↑  《中國通史》(第九卷中古時代‧明時期 > 乙編綜述 > 第十一章明朝的學術思想)
10. ↑  張秋香.  (PDF). 國立政治大學中國文學系. 2007年7月. （原始内容存档 (PDF)于2021）.
11. ↑  黃宗羲《端文顧涇陽先生憲成》「戊戌，始會吳中同誌於二泉。東林書院成，大會四方之士，一依《白鹿洞規》... 故會中亦多裁量人物，訾議國政，亦冀執政者而藥之也。天下君子以清議歸於東林...”
12. ↑  顧憲成：《小心齋札記》，《顧端文公遺書》「知天下公器，幽有百神管著，明有百姓管著，非惟天子欲與人而不敢，抑且欲與人而不能。」
13. ↑  步近智：《明末東林學派的思想特徵》，《文史哲》1985年第5期
14. ↑  沈德符《萬曆野獲編》:「宮府一體，百辟從風，相權之重，本朝罕儷，部臣拱手受成，比於威君嚴父，又有加焉。」
15. ↑  《明史》(列傳第一百一)：「居正自奪情後，益偏恣。其所黜陟，多由愛憎。左右用事之人多通賄賂。
16. ↑  《明史》(列傳第一百六)：「張居正攬權久，操群下如束濕，異己者率逐去之。」
17. ↑  《明史》(孫鑨傳):「吏部自宋纁及光祖為政，權始歸部。至鑨，守益堅。」
18. ↑  《明代研究》(第十一期) 評小野和子《明季党社考：東林党と復社》:「從《萬曆疏鈔》提出的「開通言路」為中心，作者試圖以「言路」貫穿東林黨的政治訴求，重構東林黨的形成軌跡，指出東林人士企圖限制君權，於是針對內閣，要求還政六部，維持監察權的獨立性。」
19. ↑  《明史》(顧憲成傳):「十一年京察。吏部尚書孫鑨、考功郎中趙南星盡黜執政私人，憲成實左右之。」
20. ↑  《明史》(趙南星傳):「二十一年大計京官，與尚書孫鑨秉公澄汰。首黜所親都給事中王三餘及金龍甥文選員外郎呂廕昌，他附麗政府及大學士趙志皋弟皆不免，政府大不堪。」
21. ↑  《明史》(顧憲成傳):「俄因李世達等疏救，斥南星為民。後論救者悉被譴，鑨亦去位，一時善類幾空。」
22. ↑  《明史紀事本末》(第六十六卷東林黨議) :「錫爵嘗語憲成曰：當今所最怪者，廟堂之是非，天下必欲反之。憲成曰：吾見天下之是非，廟堂必欲反之耳！遂不合。」
23. ↑  《明史》(顧憲成傳):「及南星被斥，憲成疏請同罷，不報。尋遷文選郎中。所推舉率與執政牴牾。」
24. ↑  《明熹宗悊皇帝實錄卷之四》：「辛酉大學士方從哲屢乞休，上俱慰留，至是六上，始報允。」
25. ↑  《明熹宗悊皇帝實錄卷之四》：「兵科都給事中楊漣奏，前月李選侍移宮情形，外廷未必盡知，請直陳其始末...上嘉其公正真切，命文書官傳諭輔臣，楊漣此奏，朕之污塵方洗，著寫手敕獎諭，以風其直...楊漣當日竭力憤爭，志安社稷，忠直可嘉...」
26. ↑  《明熹宗悊皇帝實錄卷之四》：「原任南京刑部主事鄒元標辭大理寺卿新命，上嘉其忠讜不允辭」
27. ↑  《明熹宗悊皇帝實錄卷之八》:「起原謫廣東揭陽縣典史高攀龍為光祿寺寺丞，原任禮部郎中鮑應鰲為禮部祠祭司郎中，行人司行人劉宗周為禮部儀制司主事，御史方震孺薦之也。」「起升原任吏部郎中趙南星為太常寺添注少卿」
28. ↑  《大明熹宗哲皇帝實錄卷之七》：「原任少師兼太子太師、吏部尚書、建極殿大學士葉向高辭新命。上曰卿碩德宏猷，先輔皇祖茂著忠勛 ，皇考簡注召還，已歷三時尚未就程，著差去行人敦趣遄發，副朕延佇，慎勿固辭。」
29. ↑  《明史·趙南星傳》「東林勢盛，眾正盈朝。南星益搜舉遺佚，布之庶位。高攀龍、楊漣、左光斗秉憲；李騰芳、陳于廷佐銓；魏大中、袁化中長科道；鄭三俊、李邦華、孫居相、饒伸、王之寀輩悉置卿貳。而四司之屬，鄒維璉、夏嘉遇、張光前、程國祥、劉廷諫亦皆民譽。中外忻忻望治，而小人側目，滋欲去南星。」、《明史·葉向高傳》「熹宗初政，群賢滿朝，天下欣欣望治。」
30. ↑  《明史.黃克纘傳》:「方東林勢盛，羅天下清流，士有落然自異者，詬誶隨之矣。」
31. ↑  《明史.倪元璐傳》:「東林，天下才藪也，而或樹高明之幟，繩人過刻，持論太深，謂之非中行則可，謂之非狂狷不可」
32. ↑  《明史.黃尊素傳》:「而是時，東林盈朝，自以鄉里分朋黨。」
33. ↑  林麗月《「擊內」抑或「調和」？─試論東林領袖的制宦策略》
34. ↑  《明史.高攀龍傳》:「四年八月，(高攀龍)拜左都御史。楊漣等群擊魏忠賢，勢已不兩立。」
35. ↑  《酌中志》：「司禮監掌印王體乾柔佞貪狠，實黨附逆賢之元凶戎首，賊害椒紳之主盟國老也，與客氏日在御前贊逆賢，巧法庇護，軟語乞憐，而秉筆李永貞等復幫助之。凡文武大小七十餘疏，概置不聽。」
36. ↑  《明史.孫必顯傳》:「尚書王永光雅不喜東林...」
37. ↑  《明史.許譽卿傳》:「吏部尚書王永光素附璫，仇東林，尤陰鷙。詔定逆案，頌璫者即黨逆。永光嘗頌璫，治逆案，陰護持之。」
38. ↑  《明史.溫體仁傳》:「體仁揣帝意必疑，遂上疏訐謙益關節受賄，神奸結黨，不當與閣臣選。」
39. ↑  《明史.溫體仁傳》:「帝久疑廷臣植黨，聞體仁言，輒稱善。而執政皆言謙益無罪，吏科都給事中章允儒爭尤力，且言：「體仁熱中觖望，如謙益當糾，何俟今日。」體仁曰：「前此，謙益皆閒曹，今者糾之，正為朝廷慎用人耳。如允儒言，乃真黨也。」帝怒，命禮部進千秋卷，閱意，責謙益，謙益引罪。歎曰：「微體仁，朕幾誤！」遂叱允儒下詔獄，并切責諸大臣。時大臣無助體仁者，獨延儒奏曰：「會推名雖公，主持者止一二人，餘皆不敢言，即言，徒取禍耳。且千秋事有成案，不必復問諸臣。」帝乃即日罷謙益官，命議罪。允儒及給事中瞿式耜、御史房可壯等，皆坐謙益黨，降謫有差」
40. ↑  《明史.鄭三俊傳》:「京師被兵，大臣大獲譴。」
41. ↑  《明史.喬允升傳》:「二年冬，我大清兵薄都城，獄囚劉仲金等百七十人破械出，欲逾城，被獲。帝震怒，下允升及左侍郎胡世賞、提牢主事敖繼榮獄，欲置之死...允升端方廉直，揚歷中外，具有聲績，以詿誤獲重譴，天下惜之」
42. ↑  《明史.王洽傳》:「二年十月，我大清兵由大安口入，都城戒嚴。洽急征四方兵入衛，督師袁崇煥，巡撫解經傳、郭之琮，總兵官祖大壽、趙率教、滿桂、侯世祿、尤世威、曹鳴雷等先後至，不能拒，大清兵遂深入。帝憂甚，十一月召對廷臣。侍郎周延儒言：「本兵備禦疏忽，調度乖張。」檢討項煜繼之，且曰：「世宗斬一丁汝夔，將士震悚，強敵宵遁。」帝頷之，遂下洽獄，以左侍郎申用懋代。明年四月，洽竟瘐死。尋論罪，復坐大辟。」
43. ↑  《明史.韓爌傳》:「至十月，大清兵入畿甸，都城戒嚴。初，袁崇煥入朝，嘗與錢龍錫語邊事。龍錫，東林黨魁也，永光等謀因崇煥興大獄，可盡傾東林。倡言大清兵之入，由崇煥殺毛文龍所致。捷遂首攻龍錫，逐之。明年正月，中書舍人加尚寶卿原抱奇故由輸貲進，亦劾爌主款誤國，招寇欺君，郡邑殘破，宗社阽危，不能設一策，拔一人，坐視成敗，以人國僥倖，宜與龍錫並斥。其言主款者，以爌，崇煥座主也。帝重去爌，貶抱奇秩。無何，左庶子丁進以遷擢愆期怨爌，亦劾之，而工部主事李逢申劾疏繼上。爌即三疏引疾。詔賜白金彩幣，馳驛遣行人護歸，悉如彝典。」
44. ↑  《明史.畢懋良傳》:「會京師戒嚴，尚書張鳳翔以下皆獲罪，懋良得原，致仕去。」
45. ↑  喻蓉蓉《熊廷弼與東林以南直隸提學御史任內杖殺諸生芮永縉事件為例》頁22
46. ↑  《明史.顧憲成傳》:「顧憲成，䃼泉州推官。舉 公廉第一”
47. ↑  《先君趙塚宰忠毅公行述》:「訟獄執法，惟持其平。囚徒當年終有候聽斷者，悉令回家過節，約 期而至，竟無脫逃，人感其德，而畏其威如此。買物不酬官價，民甚稱快”
48. ↑  《東林列傳》:「曾櫻...出為 常州太守，清操正氣聞於海內，其治行為天下第一。嚐過東林書院與髙攀龍諸君子講論道德，鄉士大夫群推重之，奉為主席。」
49. ↑  《 東林列傳》:「是時東林大興，(楊漣)每遇講會必至無錫與顧憲成高攀龍諸君子探性理之要，詢治道之原，政暇卽與邑之士子相勉勵，講 道論德無虛日。每問民疾苦，徒行阡陌間，以是遍知閩裡利病，稱當代神君雲。五載舉循良第一，在省垣四方貨賄不敢窺其門。」
50. ↑  《明史.顧大章傳》:「顧大章三十五年任泉州府推官。溫厚明恕，好善如不及，居官直道為懷，剛方不撓，有異績。」
51. ↑  《明史.黃尊素傳》:「黃尊素，除寧國推官，精敏強執。」
52. ↑  《湖州府志》:「武康县小而疲，宗建至，汰杂役以苏民困，禁勒耗以定漕规，杜混扣以清赋额，治日益有声。尤作兴文教，朔望集诸生执经问难，著论语商一书。台司以其能，令兼摄德清，岁余大治。」
53. ↑  《明史.周起元傳》:「週起元，歷知浮梁、南昌，以廉惠稱。」
54. ↑  《明史.馮從吾傳》:「馮從吾，起巡長蘆鹽政。潔己惠商，姦宄斂跡。」
55. ↑  《明史.劉宗週傳》:「劉宗週...召為順天府尹...未 幾，都城被兵...米價騰躍，請罷九門稅，修賈區以處貧民，為粥以養老疾，嚴行保甲之法，人心稍安...為京尹，政令一新 ，挫豪家尤力...週卹單丁下戶尤至。居一載，謝病歸，都人為罷市。”
56. ↑  《明史.循吏傳》:「陳幼學，授確山知縣，政務惠民... 調繁中牟...倍於確山，越五年，政績茂著... 以員外郎卹刑畿輔，出矜疑三百馀人.. . 遷湖州 知府，甫至，即捕殺豪惡奴... 一郡大治。霪雨連月，禾盡死。幼學大舉荒政，活饑民三十四萬有奇。」
57. ↑  《太谷縣志》:(喬允升)任聞喜知縣，二十二年調繁太谷，情操惠政為一時冠。 本縣南酎泉渠歲久雍枯，允升督民夫開浚追侯城諸村田十餘傾。 修學宮，均賦役，實倉儲，嚴保甲，禁淫汰，懲姦蠹，抑豪強，在縣五年以治行高等徵授禦史。 天啟中歷官順天府尹，刑部侍郎，尚書。崇禎初坐法戍邊，未幾卒，民立祠祀之
58. ↑  《江西通志》:「升(李應升)在南康律己清嚴，公庭如水，興復白鹿洞書院 ，立館舍，招集人士，旬有小㑹，月有大㑹，㑹期親詣洞宿，與諸生質疑問難，推明紫陽之教，一時從遊學者千里應之，其成名於世者，指不勝屈原。」
59. ↑  《河南通志》(卷五十五)：「袁化中，字民諧，山東武定州人。萬厯三十五年進士。知內黃縣。㢘明果毅，多惠政。時值大水，城垣衝毀，力請上官發倉粟二千石增築之。」。
60. ↑  《重修涇陽縣志》:「袁化中，字熙字山東武定州人也。以進士宰涇陽，稍後於寧之翰而愷悌，樂易視士民如父子，與之翰同論者以為古召杜再出 也。自項忠毅公忠開廣惠渠後，渠身去河益近，涇流洶湧沙石雜來，渠口塞而身亦中滿，五縣之水利於是大減，久之定量地分 水之製灌田不逾八百公頃。」